# Selektor interferencyjno-polaryzacyjny
Selektor interferencyjno-polaryzacyjny – element w laserach zbudowany z dwóch polaryzatorów, między którymi znajduje się płytka dwójłomna, używany do selekcji modów wzdłużnych. 
Charakteryzuje się małą wrażliwością na rozbieżność wiązki. Ze względu na brak pokryć dielektrycznych ma większą wytrzymałość energetyczną. Wadą selektora jest reagowanie na zmiany temperatury.